# Niphitpon Hadchan
Niphitpon Hadchan (thailändisch นิพิฐพนธ์ หาดจันทร์, * 29. Januar 2002 in Nan), auch als Andrew bekannt, ist ein thailändischer Fußballspieler.

## Karriere
Niphitpon Hadchan steht seit dem 12. August 2022 beim Khon Kaen United FC unter Vertrag. Wo er vorher gespielt hat, ist unbekannt. Der Verein aus Khon Kaen spielte in der ersten Liga, der Thai League. Sein Erstligadebüt gab Niphitpon Hadchan am 1. Oktober 2022 (7. Spieltag) im Auswärtsspiel gegen den Nakhon Ratchasima FC. Bei der 0:1-Niederlage wurde er in der 76. Minute für Tawin Butsombat eingewechselt. In seiner ersten Profisaison bestritt er 15 Ligaspiele. Im Juli 2023 wechselte er auf Leihbasis zum Zweitligisten Nakhon Si United FC. Nachdem er bei Nakhon Si United nicht zum Einsatz gekommen war, kehrte er im Januar 2024 nach Khon Kaen zurück. Im Dezember 2024 wurde er vom Drittligisten Roi Et PB United FC ausgeliehen. Mit dem Verein aus Roi Et spielte er dreimal in der North/Eastern Region der Liga. Im August 2025 wurde er an den Zweitligisten Pattaya United FC verliehen.